# Michael Katleman
Michael Katleman (geb. 30. Juni 1950 in Los Angeles, Kalifornien) ist ein US-amerikanischer Film- und Fernsehregisseur und Produzent.

## Leben und Werk
Michael Katleman arbeitet hauptsächlich als Fernsehregisseur. Er begann seine Karriere als Regieassistent bei Filmen wie der Komödie Jumpin’ Jack Flash mit Whoopie Goldberg, dem Science-Fiction-Thriller Predator mit Arnold Schwarzenegger oder der Filmbiographie von Ritchie Valens La Bamba. Sein Regiedebüt gab er 1990 bei der von der Kritik gelobten TV-Dramaserie China Beach, die über den Vietnamkrieg handelt.
Nachdem bei einer Reihe von Episoden bekannter Fernsehserien (u. a. Quantum Leap, X-Files, Northern Exposure, ER) Regie geführt hatte, agierte er bei weiteren Serien auch als ausführender Produzent (u. a. Gilmore Girls, Tru Calling – Schicksal reloaded!). Er führte ebenfalls Regie bei dem zweistündigen Finale von Steven Spielbergs Science-Fiction-Miniserie Taken.
Er wurde 2017 einem größeren Publikum bekannt durch sein Spielfilmdebüt Die Fährte des Grauens (Primeval). Der Horrorfilm handelt von einem menschenfressenden Riesenalligator. In einem Interview sagte er, dass er nicht auf Genres festgelegt sei, sondern dass es ihm wichtig sei, sich mit dem Material, das die jeweilige Geschichte bietet, verbinden zu können.
Nach seinem Ausflug ins Kino-Horrorgenre arbeitete er weiter als Fernsehregisseur und ausführender Produzent bei Serien wie Life on Mars, Memphis Beat sowie Eastwick, welche auf John Updikes Roman Die Hexen von Eastwick basiert. In den 2010er Jahren kamen in dieser Doppelfunktion noch dazu die Krimiserie Rizzoli & Isles sowie The Last Ship und der Tierhorror-Serie Zoo nach dem Roman von James Patterson.

## Filmografie (Auswahl)

### Fernsehfilme und Fernsehserien

#### Als Regisseur
- 1991: Zurück in die Vergangenheit (1 Episode)
- 1991–1993: Ausgerechnet Alaska (6 Episoden)
- 1993: Akte X - Die unheimlichen Fälle des FBI (1 Episode)
- 1995: Space 2063 (1 Episode)
- 1997: Emergency Room - Die Notaufnahme (1 Episode)
- 2000: Dawsons Creek (1 Episode)
- 2001–2001: Dark Angel (2 Episoden)
- 2000–2001: Jack & Jill (3 Episode)
- 2000–2001: Gilmore Girls (7 Episoden)
- 2001: Phobia (Fernsehfilm)
- 2002–2003: Smallville (3 Episoden)
- 2004–2005: Tru Calling: Schicksal reloaded! (7 Episoden)
- 2005: Briar & Graves (Fernsehfilm)
- 2005–2006: Reunion (2 Episoden)
- 2007: Die Fährte des Grauens (Primeval) Spielfilm
- 2007–2008: Big Shots (3 Episoden)
- 2008–2009: Life on Mars (4 Episoden)
- 2009–2010: Eastwick (3 Episoden)
- 2010: Scandal (1 Episode)
- 2010: Scoundrels (1 Episode)
- 2010: My Generation (1 Episode)
- 2011: The Vampire Diaries (1 Episode)
- 2011: Off the Map (1 Episode)
- 2011: Memphis Beat (1 Episode)
- 2011: Harry’s Law (1 Episode)
- 2012: Jane by Design (1 Episode)
- 2012: The River (1 Episode)
- 2012: Falling Skies (1 Episode)
- 2012: Dallas (1 Episode)
- 2013: King & Maxwell (1 Episode)
- 2012–2013: Scandal (2 Episoden)
- 2012–2015: Rizzoli & Isles (8 Episoden)
- 2014: Star-Crossed (1 Episode)
- 2014–2016: The Last Ship (4 Episoden)
- 2015: How to Get Away with Murder (1 Episode)
- 2015–2017: Zoo (10 Episoden)
- 2016: Designated Survivor (1 Episode)

#### Als Produzent
- 2001: Gilmore Girls (11 Episoden)
- 2002–2003: Birds of Prey (7 Episoden)
- 2003: Tahoe Search and Rescue
- 2004–2005: Tru Calling: Schicksal reloaded! (13 Episoden)
- 2005–2006: Point Pleasant (3 Episoden)
- 2005–2006: Reunion (11 Episoden)
- 2007–2008: Big Shots (12 Episoden)
- 2008–2009: Life on Mars (17 Episoden)
- 2009–2010: Eastwick (13 Episoden)
- 2011: Memphis Beat (10 Episoden)
- 2012–2015: Rizzoli & Isles (49 Episoden)
- 2015–2017: Zoo (22 Episoden)
- 2016: The Last Ship (4 Episoden)